# Área de Conservação da Paisagem de Väike-Palkna
A Área de Conservação da Paisagem de Väike-Palkna é uma reserva natural situada no condado de Võru, na Estónia.
A sua área é de 24,7 hectares.
A área protegida foi formada em 1979 como uma parte separada da Área de Conservação da Paisagem de Paganamaa. O objectivo é proteger o Lago Väike-Palkna e os seus arredores. Em 2006, a unidade de conservação foi reformulada como área de preservação paisagística.